# Charlie Alexander
Pour les articles homonymes, voir Alexander.
Charlie Alexander, né à Cincinnati le 29 mai 1890 et mort le 4 février 1970, est un pianiste de jazz américain.

## Biographie
Inspiré par Jelly Roll Morton, il s'installe à Chicago. Il s'engage dans le 370e régiment d'infanterie comme sergent et musicien. Les rares traces discographiques qu'il a laissées  le font entendre  accompagnant Johnny Dodds (1927-1928), puis Louis Armstrong (1931-1932) ; puis il retourne dans l'obscurité.